# American Society of Anesthesiologists
De American Society of Anesthesiologists (ASA)  is een Amerikaanse vereniging van anesthesiologen waarvan het doel is om de lat van het specialisme anesthesiologie hoger te leggen, en de verzorging van patiënten te verbeteren.
De vereniging werd in 1905 door een groep van negen collega's opgericht als de Long Island Society of Anesthetists, de naam was gebaseerd op de plek waar deze collega's bijeen kwamen, Long Island College Hospital. In 1935 werd de vereniging bekend als de American Society of Anesthetists en verhuisde naar een accommodatie waar ze geen huur hoefden te betalen. De huidige naam kwam in 1945 en  in 1947 verhuisde het hoofdkantoor van de vereniging naar Chicago. Later verhuisden ze naar de  huidige locatie in Park Ridge, Illinois, hier zijn meerdere kantoren gebouwd in 1960 en 1992. Tegenwoordig heeft het ook een kantoor in Washington D.C., waar het zijn Office of Governmental and Legal Affairs in huisvest.
In 2006 had de vereniging meer dan 40.000 leden en 51 fulltime medewerkers.